# Prințesa Matilda a Saxoniei (1863–1933)
Prințesa Matilda de Saxonia, Ducesă de Saxonia (19 martie 1863, Dresda – 27 martie 1933, Dresda) a fost al treilea copil al regelui George de Saxonia și a soției acestuia, Maria Ana a Portugaliei. A fost sora mai mare a ultimului rege al Saxoniei, Frederick Augustus al III-lea al Saxoniei.

## Biografie
Ca tânără, Matilda a fost liniștită și blândă dar nu a fost o fată drăguță. Tatăl ei a plănuit s-o căsătorească cu Prințul Rudolf al Austriei însă Rudolf a refuzat și s-a căsătorit cu Prințesa Stéphanie a Belgiei.
S-a convenit apoi ca Matilda să se căsătorească cu nepotul împăratului Franz Joseph al Austriei care era și moștenitorul prezumptiv al tronului austro-ungar, Arhiducele Franz Ferdinand. Arhiducele a ales să facă o căsătorie morganatică cu Sofia Chotek. (Relațiile dintre cele două nații s-au îmbunătățit numai când sora mai mică a Matildei, Prințesa Maria Josepha s-a căsătorit cu Arhiducele Otto Franz).
Matilda s-a acrit de atâtea respingeri și critici și și-a înecat nefericirea în alcool, asigurându-și porecla de  "Schnapps-Mathilde". A fost o pictoriță de talent și a luat lecții de la artistul Alfred Diethe din 1890 până în 1901. Unele dintre picturile ei, în principal peisaje și scene din viața de la curtea din Pillnitz, au fost făcute printuri. Altele au apărut pe cărți poștale, care au fost vândute pentru a strânge bani în scopuri caritabile.
Matilda a murit necăsătorită la 27 martie 1933 la vârsta de 70 de ani. 